# Ville-di-Pietrabugno
Ville-di-Pietrabugno (E Ville di Petrabugnu en corso) es una comuna y población de Francia, en la región de Córcega, departamento de Alta Córcega, distrito de Bastia y cantón de San-Martino-di-Lota. Es la mayor población del cantón.
Su población en el censo de 1999 era de 2.950 habitantes. Forma parte de la aglomeración urbana de Bastia.

## Ubicación
El municipio de Ville-di-Pietrabugno se encuentra en el vecindario norte cercano a Bastia y está incluido en su conurbación. Reúne las tres antiguas comunidades de Casevecchie, Guaitella y Alzeto que estaban subordinadas a Toga.
Ville-di-Pietrabugno se encuentra geográficamente cerca al sureste de la península de Cap Corse, e históricamente en la antigua Pieve de Pietrabugno que en el siglo XVII fue absorbida por el Pieve de Lota.